# Danascelis elongata
Danascelis elongata is een keversoort uit de familie zwamkevers (Endomychidae). De wetenschappelijke naam van de soort werd in 1999 gepubliceerd door Tomaszewska.